# Dementium II
Dementium II es un videojuego de terror en primera persona creado por Renegade Kid y publicado por SouthPeak para Nintendo DS. Es la secuela de Dementium: The Ward. Se caracteriza por sus múltiples mejoras en su gameplay, como mayor variedad de armas, nuevos enemigos y objetos curativos. En noviembre de 2012, Digital Tribe Games anunció que sería la compañera de Renegade Kid para adaptar Dementium II en Windows y Mac mejorando así el realismo, los gráficos y la experiencia de juego en comparación con la consola portátil de Nintendo y bien optimizada para una sola pantalla.

## Historia
Después de 5 semanas inconsciente de una operación, William Redmoor el protagonista del juego se encuentra atrapado en la clandestinidad del Centro de Tratamiento Bright Dawn tras haber sido acusado de asesinar brutalmente a su esposa y a su hija aunque no hay ninguna prueba. Tras haber sido llevado a su celda por dos guardias, recibe una postal del paraíso que dice: "Por lo que más quieras, sal de ahí antes de que sea demasiado tarde. - William"
Antes de que se dé cuenta, se encontrará sumergido en una dimensión paralela periódicamente tras haber recibido una cirugía ordenada por el doctor Malatesta, el antagonista del juego . William, después de la muerte de su mujer, la vio en distintos sitios ( ascensor, puerto, iglesia...) pensando en que todavía estaba viva. Descubre que el Doctor Malatesta ( Doctor X, para otras versiones ) quiere sacar una bestia del infierno llamada Malatesta. Al final, el Doctor Malatesta y William se encuentran cara a cara.
En el transcursos del juego, a medida que se progresa, mayor es la dificultad de los puzles, mayores son los retos y mejores los enemigos. El final del juego nos dejan con la intriga de la siguiente parte de la saga.

## Nuevas características
- Mayor cantidad de armas, de las cuales algunas con mejoras.
- Mejoras en el aspecto gráfico como los efectos de humo, neblina y sombras dinámicas.
- Nueva función de uso de la linterna al mismo tiempo que se utiliza un arma de una mano.
- Se emplean voces en los vídeos y en el juego, además de poder estar traducidos al español.
- Mayor diversidad de monstruos y enemigos con mejora de inteligencia artificial.
- Puzles aleatorios.
- Existencia de un modo supervivencia.
- Nuevo control añadido: saltar
- Existencia de bolsa de objetos

## Recepción
La versión de DS recibió "críticas generalmente favorables", mientras que la versión para PC recibió "revisiones generalmente desfavorables", según el sitio web de agregación de evaluaciones Metacritic. En Japón, donde la versión de DS fue portada y publicada por Intergrow el 30 de septiembre de 2010, Famitsu le dio una puntuación de uno ocho, dos sietes y uno ocho para un total de 30 de 40.